# Liste der Baudenkmäler im Stadtbezirk Bielefeld-Heepen
Die Liste der Baudenkmäler im Stadtbezirk Bielefeld-Heepen enthält die denkmalgeschützten Bauwerke auf dem Gebiet des Stadtbezirks Bielefeld-Heepen in Nordrhein-Westfalen. Diese Baudenkmäler sind in der Denkmalliste der Stadt Bielefeld eingetragen; Grundlage für die Aufnahme ist das Denkmalschutzgesetz Nordrhein-Westfalen (DSchG NRW).

Eine Übersicht über alle Baudenkmäler in Bielefeld findet sich unter der Liste der Baudenkmäler in Bielefeld.

| Bild                                                                                                 | Bezeichnung                                                                                          | Lage                                                    | Beschreibung | Bauzeit                                                                                   | Eingetragen seit | Denkmal- nummer |
| --- | --- | ------------------------------------------------------- | --- | ----------------------------------------------------------------------------------------- | ---------------- | --------------- |
| weitere Bilder                                                                                       | Kotten                                                                                               | Bezirk Heepen Apothekerweg 20 Karte                     | Kotten zu Hof Brinkmann, Brake Nr. 7, später selbständig als Nr. 12. Fachwerk-Durchgangsdielenhaus (Zweiständerbau) von sieben Gebinden, ursprünglich mit zwei völlig identischen Wohnungen in den Seitenschiffen, bestehend aus Stall, Kammer, Schlafkammer (mit Außentür) und Stube (mit Ausstich). Umfangreiche christliche Spruchinschriften über Dielentor, kleiner Dielentür (Brunnentür) und beiden Schlafkammertüren erhalten. Zimmermeister Twelmeier. | 1829                                                                                      |                  | 467             |
| | Britisches Siedlungshaus                                                                             | Bezirk Heepen Auf der Brinkhufe 1                       | | 1957–1961                                                                                 |                  | 575             |
| | Britisches Siedlungshaus                                                                             | Bezirk Heepen Auf der Brinkhufe 2                       | | 1957–1961                                                                                 |                  | 568             |
| | Britisches Siedlungshaus                                                                             | Bezirk Heepen Auf der Brinkhufe 3                       | | 1957–1961                                                                                 |                  | 576             |
| | Britisches Siedlungshaus                                                                             | Bezirk Heepen Auf der Brinkhufe 4                       | | 1957–1961                                                                                 |                  | 569             |
| | Britisches Siedlungshaus                                                                             | Bezirk Heepen Auf der Brinkhufe 5                       | | 1957–1961                                                                                 |                  | 577             |
| | Britisches Siedlungshaus                                                                             | Bezirk Heepen Auf der Brinkhufe 6                       | | 1957–1961                                                                                 |                  | 570             |
| | Britisches Siedlungshaus                                                                             | Bezirk Heepen Auf der Brinkhufe 7                       | | 1957–1961                                                                                 |                  | 578             |
| | Britisches Siedlungshaus                                                                             | Bezirk Heepen Auf der Brinkhufe 8                       | | 1957–1961                                                                                 |                  | 571             |
| | Britisches Siedlungshaus                                                                             | Bezirk Heepen Auf der Brinkhufe 9                       | | 1957–1961                                                                                 |                  | 579             |
| | Britisches Siedlungshaus                                                                             | Bezirk Heepen Auf der Brinkhufe 10                      | | 1957–1961                                                                                 |                  | 572             |
| | Britisches Siedlungshaus                                                                             | Bezirk Heepen Auf der Brinkhufe 11                      | | 1957–1961                                                                                 |                  | 580             |
| | Britisches Siedlungshaus                                                                             | Bezirk Heepen Auf der Brinkhufe 12                      | | 1957–1961                                                                                 |                  | 573             |
| | Britisches Siedlungshaus                                                                             | Bezirk Heepen Auf der Brinkhufe 13                      | | 1957–1961                                                                                 |                  | 581             |
| | Britisches Siedlungshaus                                                                             | Bezirk Heepen Auf der Brinkhufe 14                      | | 1957–1961                                                                                 |                  | 574             |
| | Britisches Siedlungshaus                                                                             | Bezirk Heepen Auf der Brinkhufe 15                      | | 1957–1961                                                                                 |                  | 582             |
| | Britisches Siedlungshaus                                                                             | Bezirk Heepen Auf der Brinkhufe 17                      | | 1957–1961                                                                                 |                  | 583             |
| | Britisches Siedlungshaus                                                                             | Bezirk Heepen Auf der Brinkhufe 19                      | | 1957–1961                                                                                 |                  | 584             |
| Evangelische Kirche Brake                                                                            | Evangelische Kirche Brake                                                                            | Bezirk Heepen Braker Str. 114 Karte                     | Zweischiffiger Kirchenbau mit seitlichem Turm, errichtet nach Plänen des Architekten Joseph Campani. Schwere, gut durchgestaltete Fassaden aus bossiertem Osning-Sandstein im Stil der Neuromanik. | 1908/1909                                                                                 |                  | 70              |
| BW                                                                                                   | Fachwerk-Bauernhaus                                                                                  | Bezirk Heepen Brönninghauser Str. 9 Karte               | Bauernhaus Fortmann, Brönninghausen Nr. 9. Fachwerk-Flettdielenhaus, mit Inschrift am Torbogen. | 1842 (Inschrift Torbogen)                                                                 |                  | 446             |
| BW                                                                                                   | Schelpmeyers Hof                                                                                     | Bezirk Heepen Eckendorfer Str. 311 Karte                | Bauernhaus Schelpmeier, Heepen Nr. 1. Großes Vierständer-Fachwerkhaus, am Torbogen inschriftlich bezeichnet 1849, Wohnteil als großes, voll zweigeschossiges Querhaus, an der Stockwerksschwelle inschriftlich bezeichnet 1848. Baumeister F. Siebrasse. Fachwerk-Scheune inschriftlich bezeichnet 1850. | 1848/1849 (Bauernhaus), 1850 (Scheune)                                                    |                  | 99              |
| weitere Bilder                                                                                       | ehemalige Wäschefabrik                                                                               | Bezirk Heepen Glückstädter Str. 19 Karte                | |                                                                                           |                  | 452             |
| Meyer zu Heepen                                                                                      | Meyer zu Heepen                                                                                      | Bezirk Heepen Heeper Str. 362 Karte                     | Hofanlage Meyer zu Heepen, Heepen Nr. 61. Große Wohnvilla mit schlichter Putzfassade im Stil des Klassizismus, im Schlussstein der Haustür bezeichnet 1851. Großer, zweigeschossiger Kornspeicher, ein Fachwerkbau mit Ziegelausfachungen, inschriftlich bezeichnet 1808. Altenteilerhaus („Leibzucht“) Fachwerk-Flettdielenhaus mit Kammerfach und Inschriften an Flett- und Schlafkammertür, Torfront um 1870 massiv erneuert, nach archivalischer Überlieferung von 1815. Zwei massiv aus Ziegelstein errichtete Scheunen mit Holztorbögen bezeichnet 1845 und 1848. | 1851 (Villa), 1808 (Kornspeicher), 1815 (Altenteilerhaus), 1848 (Scheune), 1845 (Scheune) |                  | 12              |
| Ev.-luth. Peter-und-Pauls-Kirche einschließlich historischer Ausstattung und historischem Kirchplatz | Ev.-luth. Peter-und-Pauls-Kirche einschließlich historischer Ausstattung und historischem Kirchplatz | Bezirk Heepen Heeper Str. Karte                         | | 11. Jahrhundert                                                                           |                  | 26              |
| Alte Vogtei                                                                                          | Alte Vogtei                                                                                          | Bezirk Heepen Heeper Str. 440; 442 Karte                | Alter Krug, Haase, Heepen Nr. 15. Großes zweigeschossiges Fachwerkhaus von 1816, Baumeister Friedrich Wilhelm Siebrasse. | 1816 (Inschrift)                                                                          |                  | 7               |
| BW                                                                                                   | Zwei Kriegerehrenmale                                                                                | Bezirk Heepen Heeper Straße (neben 440) Karte           | |                                                                                           |                  | 544             |
| BW                                                                                                   | Spieker                                                                                              | Bezirk Heepen Jerrendorfweg 2 Karte                     | Kornspeicher Meyer zu Jerrendorf, Brake Nr. 2. Zweigeschossiger Fachwerkhaus mit Ziegelausfachungen, von Zimmermeister Welhöner. | 1820 (Inschrift)                                                                          |                  | 188             |
| BW                                                                                                   | Fachwerkhaus                                                                                         | Bezirk Heepen Jerrendorfweg 2 Karte                     | Durchfahrtsscheune Meyer zu Jerrendorf, Brake Nr. 2. Vierständer-Fachwerkbau mit Ziegelsteinausfachungen, von Zimmermeister Hermann Henrich Castrup. | 1812 (Inschrift Torbogen)                                                                 |                  | 190             |
| BW                                                                                                   | Vierständer-Fachwerkhaus                                                                             | Bezirk Heepen Jerrendorfweg 2d Karte                    | Altenteilerhaus („Leibzucht“) Meyer zu Jerrendorf, Brake Nr. 2. Kleines Flettdielenhaus mit Kammerfach, Zimmermeister Johann Hermann Welhöner. | 1749 (Inschrift Torbogen)                                                                 |                  | 189             |
| BW                                                                                                   | Deelentorgebälk und zwei barocke Eichenwände                                                         | Bezirk Heepen Jerrendorfweg 8 Karte                     | Bauernhaus Höner zu Jerrendorf, Brake Nr. 8. Großes Vierständer-Fachwerkhaus, Flettdielenhaus, von Zimmermeister Friedrich Wilhelm Welhöner. Reich geschnitzter Torbogen mit Posaunenengeln, Weinranken und Inschriften, sowie Holzvertäfelungen in der großen und der kleinen Stube im Kammerfach, von Holzbildhauer Peter Henrich Niemann (Babenhausen). | 1826 (Inschrift Torbogen)                                                                 |                  | 191             |
| BW                                                                                                   | Friedhof Brake Ost, hier: Toranlage, Mittelweg und Ehrenmal                                          | Bezirk Heepen Kerksiekweg Karte                         | |                                                                                           |                  | 525             |
| weitere Bilder                                                                                       | Wasserturm                                                                                           | Bezirk Heepen Milser Str. 37 Karte                      | Wasserturm auf dem Betriebsgelände der Firma (ehemalige Weberei) A.W. Kisker. | 1913                                                                                      |                  | 199             |
| weitere Bilder                                                                                       | Fachwerkhaus auf dem Betriebsgelände                                                                 | Bezirk Heepen Milser Str. 37 Karte                      | Verwalterhaus auf dem Betriebsgelände der Firma A.W. Kisker. Malerisches Fachwerkhaus im Stil der Heimatschutzarchitektur. | 1906 (Inschrift)                                                                          |                  | 234             |
| weitere Bilder                                                                                       | ehemaliges Herrenhaus                                                                                | Bezirk Heepen Milser Str. 57 Karte                      | Wasserschloß Haus Milse. Zweigeschossiges, zweiflügeliges Herrenhaus mit Walmdach. Massives Erdgeschoss, an der Wasserseite mit Zierformen im Stil der Weserrenaissance, Obergeschoss verputztes Fachwerk. Zwei reich gestaltete Eingangsportale an der Hofseite im Stil des Barock, bezeichnet 1689 (Westflügel) und 1704 (Südflügel). | 1689, 1704, um 1600                                                                       |                  | 130             |
| Gut Lübrassen                                                                                        | Gut Lübrassen                                                                                        | Bezirk Heepen Müllerweg 26 Karte                        | Ältester urkundlich erwähnter Hof im Stadtbezirk Heepen. Am 13. Mai 974 Übergabe des Hofes und seiner Ländereien durch Kaiser Otto II. an die Äbtissin des Stiftes Schildesche | Anfang des 19. Jahrhunderts, Torgebäude 1908                                              |                  | 125             |
| BW                                                                                                   | Saal einer Gaststätte                                                                                | Bezirk Heepen Naggertstr. 52 Karte                      | Gegenüber dem Bahnhof Brake gelegenes, einfaches Gasthaus der Zeit um 1900, mit rückseitig angebautem großen Festsaal, der über eine schlichte Holzausstattung aus der Bauzeit verfügt. | 1900                                                                                      |                  | 309             |
| BW                                                                                                   | Fachwerkhaus                                                                                         | Bezirk Heepen Potsdamer Str. 183 Karte                  | Heuerlingshaus des Hofes Meyer zu Stieghorst, Oldentrup Nr. 3, sogenannter Bruchkotten. Fachwerkhaus mit Durchgangsdiele, beschnitzter Torbogen. | 1811 (Inschrift Torbogen)                                                                 |                  | 9               |
| BW                                                                                                   | Kriegerehrenmal                                                                                      | Bezirk Heepen Salzufler Straße/Hillegosser Straße Karte | |                                                                                           |                  | 543             |
| Amtshaus Heepen                                                                                      | Amtshaus Heepen                                                                                      | Bezirk Heepen Salzufler Str. 13 Karte                   | Haus des Kaufmanns Haase, Heepen Nr. 13. Zweigeschossiges, palaisartiges Wohnhaus im Stil des Klassizismus, im Schlussstein der Haupteingangstür die Namen der Erbauer und Nennung des Baujahres 1833. | 1833 (Inschrift)                                                                          |                  | 124             |
| BW                                                                                                   | Wassermühle                                                                                          | Bezirk Heepen Salzufler Str. 145 Karte                  | Wassermühle auf dem Hof Meyer zu Bentrup, Brönninghausen Nr. 1. Schlichter Baukörper mit Putzfassaden und Sprossenfenstern im Stil der Heimatschutzarchitektur, errichtet nach Plänen der Firma Schürmann, Bielefeld. Die eigentliche Mühle ein dreigeschossiger Massivbau mit Satteldach, an der Ostseite mit Kranbalken über einer Reihe Ladeluken in fünf Etagen. Nördlich angefügt zweigeschossiges Müllerwohnhaus mit quergestelltem First. | 1938/39                                                                                   |                  | 523             |
| BW                                                                                                   | Sog. Muschelsaal mit Anbau an der Nordseite                                                          | Bezirk Heepen Vogteistraße 2 Karte                      | | 1903                                                                                      |                  | 534             |

- Karte mit allen Koordinaten:
- OSM |
- WikiMap